# Alfredo Zárate Albarrán
Alfredo Zárate Albarrán (Temascaltepec, Estado de México, 5 de septiembre de 1900 - Toluca, Estado de México, 8 de marzo de 1942) fue un político mexicano, miembro del Partido Revolucionario Institucional, gobernador del Estado de México, murió asesinado durante su mandato.
Inició su carrera como meritorio es un juzgado de Temascaltepec, llegando luego al cargo de agente del ministerio público; durante su carrera política fue reconocido por sus grandes dotes como orador, que lo llevó a ser uno de los miembros más destacados del grupo político liderado por Filiberto Gómez y Abundio Gómez, siendo electo diputado federal y senador para el periodo de 1940 a 1946.
Ejerció como senador únicamente unos meses pues se separó del cargo al ser postulado candidato del entonces Partido de la Revolución Mexicana, hoy el PRI, a Gobernador del Estado de México en 1941, resultado electo y asumiendo el cargo el 16 de septiembre de 1941 para el periodo que concluiría en 1945. Gobernó únicamente seis meses pues el 5 de marzo de 1942 fue gravemente herido de bala por Fernando Ortiz Rubio, presidente del Congreso del Estado de México y director de policía y tránsito de su gobierno, falleciendo a causa de dichas heridas el 8 de marzo siguiente.
Alfredo Zárate Albarrán es considerado el último gobernador del Grupo Gomista en el Estado de México, pues tras el breve interinato de José Luis Gutiérrez y Gutiérrez, fue suplido por Isidro Fabela, considerado fundador del llamado Grupo Atlacomulco.